# Elenchus Plantarum Horti Botanici Monspeliensis
Elenchus Plantarum Horti Botanici Monspeliensis (abreviado Elench. Horti Bot. Monspel.) es un libro ilustrado y con descripciones botánicas que fue escrito por el naturalista y médico francés Pierre Marie Auguste Broussonet. Fue publicado en el año 1805.